# Andrés Vicente
Andrés Vicente (Buenos Aires, 11 de julio) es un actor, autor y productor de teatro y televisión argentino.

## Historia
Nace en Buenos Aires, Argentina en el seno de una familia de artistas. Su madre, actriz de teatro independiente y su padre, Director de TV.
Desde pequeño mostró su amor y predilección por el arte teatral.Vivió parte de su adolescencia en la localidad costera de Pinamar donde hace su primer trabajo en teatro dirigido por su padre . A los 17 años decidió vivir su sueño y regresó, solo, a la Capital Argentina a estudiar en la Escuela Nacional de Arte Dramático/Conservatorio Nacional. Su egreso se produce en 1979, y al año siguiente debuta en teatro dirigido por la Actriz y Directora Inda Ledesma. A partir de allí su labor artística no paró nunca, debutando en TV de la mano del Productor Gustavo Yankelevich en Canal 13. Con este famoso directivo de la TV realizaría recordados éxitos durante más de 10 años en la señal Telefe 
En el año 2000 emigró a México, donde trabajó como autor de la TV pública hasta el año 2004, en el que se trasladó a Colombia, país donde reside actualmente. En 2012, fue Jefe de Contenidos de Gran Hermano Colombia, programa emitido por Citytv (Bogotá) y grabado en los estudios de RTI Televisión. En mayo de 2019, viajó a Argentina, convocado por la productora Mr. Films para rodar como protagonista la película Un Crack que se estrenó en el año 2020 por la plataforma Amazon Prime. En el año 2021 viaja a Argentina a producir y actuar en la obra teatral 30 Aniversario, Obra con dos nominaciones a los Premios ACE 2021 en las categorías de Mejor Obra de Teatro Alternativo y Mejor Actor en Teatro Alternativo (Andrés Vicente). Actualmente desarrolla sus actividades artísticas entre Colombia, Argentina y Panamá.

## Televisión
- Aquí llegan los Manfredi' (1980/1982)
- Domingos de Pacheco (1981)
- Mesa de Noticias (1983)
- Teatro de Darío Vittori (1983)
- Yo soy porteño (1982)
- La Casa Nostra (1983)
- Revista Conmoción (1984)
- Sábado de Todos (1982/83)
- Ciclos de Teatro Argentino (1985)
- De Carne Somos (1988)
- El árbol azul (1991)
- La familia Benvenuto (1991/95)
- Poliladron (1996) 1 episodio
- Cebollitas (1997/98)
- Cabecita (1999/2000)
- Cancheritos (2000)

## Teatro
- Un Trabajo Fabuloso (1980)
- El gran Yeite (1983)
- Alta en el cielo (1984)
- Good News (1990)
- Camarero con cama adentro (1991)
- El último argentino virgen (1992)
- El Clú (1996)
- La Rebelión del Pavo (1996)
- Cebollitas(1997/1998)
- Tócala de nuevo Cacho (1997)
- Volver (1998)
- Te lo digo por tu bien (1999)
- 30 Aniversario  (2021-2022)

## Cine
- Ciudad Oculta (1989)
- Paraíso Relax (1990)
- Camarero nocturno (1992)
- Miedo satánico (1992)
- Soledad (2010)
- La Casa (2011)
- Un Crack (2019)

## Guionista
- A la vuelta de la esquina en México
- Protagonistas en México
- Cascaritas en México
- ParCKmpion en Colombia
- Frontera al paraíso en Colombia
- La canción del llanero en Colombia
- Princesas en Colombia